# Mattexey
Mattexey é uma comuna francesa na região administrativa de Grande Leste, no departamento de Meurthe-et-Moselle. Estende-se por uma área de 4,97 km². Em 2010 a comuna tinha 69 habitantes (densidade: 13,9 hab./km²).